# Essey-lès-Nancy
 Essey-lès-Nancy  es una población y comuna francesa, en la región de Lorena, departamento de Meurthe y Mosela, en el distrito de Nancy y cantón de Saint-Max.

## Demografía
| 4303 | 4660 | 7480 | 7447 | 7378 | 7310 |
| Para los censos de 1962 a 1999 la población legal corresponde a la población sin duplicidades (Fuente: INSEE [Consultar]) |      |      |      |      |      |